# Contraíon
Um contra-íon é o íon que acompanha uma espécie iônica de maneira a manter a neutralidade elétrica. No sal de cozinha (cloreto de sódio) o cátion sódio é o contra-íon do ânion cloro e vice versa.
Em um complexo metálico de transição carregado, uma espécie iônica  simples (i.e. não-coordenada) acompanhando o complexo é denominada o contra-íon.
Desempenham papel significativo na formação de micelas por surfactantes., como pelo dodecil sulfato de sódio., na remoção de metais pesados como o cromo por argilas , na organização nanoestrutural de híbridos organo-inorgânicos.